# Classe Orzeł
La classe Orzeł fu una classe di sommergibili oceanici composta da due unità, costruite tra il 1936 e il 1938 dai Paesi Bassi per conto della Marina militare polacca.
Entrambe le unità furono per breve tempo attive nelle fasi iniziali della seconda guerra mondiale: lo ORP Sęp operò contro i tedeschi nel mar Baltico nel settembre 1939 prima di essere internato in Svezia fino alla fine delle ostilità, mentre lo ORP Orzeł operò con i britannici nel Mare del Nord scomparendo in azione nel maggio 1940 al largo della Norvegia.

## Caratteristiche

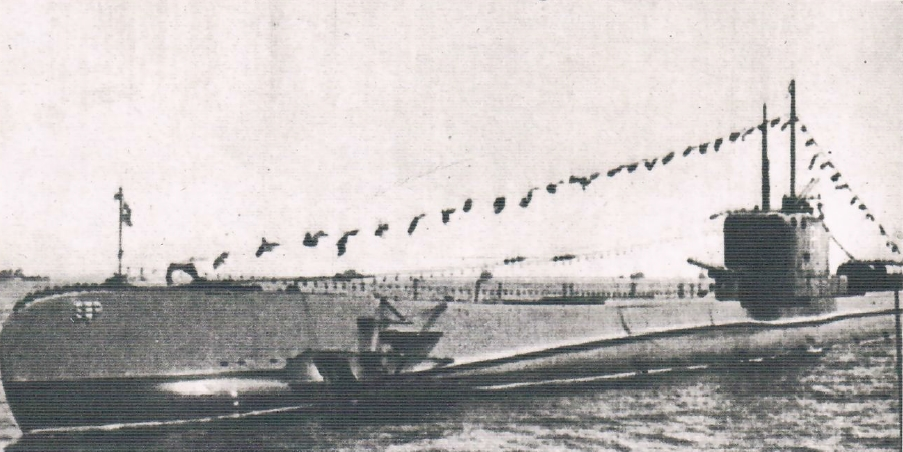
Il Sęp poco dopo la sua entrata in servizio

Inizialmente ordinata ai cantieri navali del Regno Unito, la commissione del governo polacco per una nuova classe di sommergibili oceanici fu poi girata nel 1935 ai cantieri olandesi a causa degli alti costi di realizzazione chiesti dai britannici. L'ordine iniziale prevedeva la realizzazione di quattro unità, ridotte poi a due a causa della scarsità di fondi: una di esse (Orzeł) fu commissionata al cantiere Koninklijke Maatschappij De Schelde di Flessinga, l'altra (Sęp) al cantiere Rotterdamse Droogdok Maatschappij di Rotterdam; lo Orzeł fu finanziato tramite una pubblica sottoscrizione promossa tra la popolazione polacca, mentre il Sęp fu realizzato attingendo ai normali fondi del bilancio annuale della Marina.
Il progetto dei battelli, curato da un team misto di specialisti olandesi e polacchi, riprendeva quello del sommergibile olandese Hr.Ms. O 16 da poco entrato in servizio, e fece da base per la realizzazione della contemporanea classe O-19 della Koninklijke Marine. Gli Orzeł misuravano 84 metri di lunghezza, 6,7 metri di larghezza e 4 metri di pescaggio; il dislocamento con il battello in superficie ammontava a 1.109 tonnellate, cifra che saliva a 1.473 tonnellate con il sommergibile in immersione. L'apparato propulsivo diesel-elettrico poteva spingere le unità alla velocità di 19 nodi in superficie e di 9 nodi in immersione; l'equipaggio ammontava a 60 tra ufficiali e marinai.
L'armamento prevedeva un cannone da 105 mm antinave montato sul ponte davanti alla torre di comando, uno o due cannoni antiaerei da 40 mm e otto tubi lanciasiluri da 533 mm (quattro a prua e quattro a poppa); alcune fonti riportano per gli Orzeł la capacità di trasportare e rilasciare 40 mine navali, caratteristica negata da altre fonti.

## Unità
| Nome      | Impostazione   | Varo            | Entrata in servizio | Destino finale                                                                       |
| --------- | -------------- | --------------- | ------------------- | ------------------------------------------------------------------------------------ |
| ORP Orzeł | 14 agosto 1936 | 15 gennaio 1938 | 2 febbraio 1939     | scomparso in missione per cause non chiarite nel maggio 1940 al largo della Norvegia |
| ORP Sęp   | novembre 1936  | 17 ottobre 1938 | 16 aprile 1939      | radiato per obsolescenza il 16 settembre 1969, avviato alla demolizione nel 1972     |